# Binson-et-Orquigny
Binson-et-Orquigny is een voormalige gemeente in het Franse departement Marne in de regio Grand Est. De gemeente maakt deel uit van het arrondissement Epernay.

## Geschiedenis
Binson-et-Orquigny is op 1 januari 2023 gefuseerd met de gemeenten Reuil en Villers-sous-Châtillon tot de gemeente Cœur-de-la-Vallée. Binson-et-Orquigny telde in 2004 159 inwoners.

## Geografie
De oppervlakte van Binson-et-Orquigny bedraagt 3,4 km², de bevolkingsdichtheid is 46,8 inwoners per km².
De onderstaande kaart toont de ligging van Binson-et-Orquigny met de belangrijkste infrastructuur en aangrenzende gemeenten.

## Demografie
Onderstaande figuur toont het verloop van het inwonertal.
Binson · Orquigny · Reuil · Villers-sous-Châtillon